# Вежа Кокуй (Новгородський дитинець)
Кокуй (Кукуй, Каланча, Каланчовська; рос. Кокуй)  — чотирикутна глуха (непроїзна) вежа в південно-західній частині Новгородського дитинця, що відрізняється від інших веж своєрідною формою і висотою. Вежа прямокутна в плані, площа її основи — 8,5 × 10,4 м. Висота вежі з куполом — 38,5 м, товщина стін на рівні першого ярусу — 2 м. Вінчає вежу десятиметровий намет.

## Історія
У XV столітті на місці існуючої вежі був розкат — невисокий, нарівні зі стінами вежі, подібний до того, який розташовувався над водяними ворітьми на береговому боці кремля. У XVII столітті при будівництві комплексу Воєводського двору в кінці XVII століття за проектом С. Л. Єфімова вежа-розкат була ґрунтовно перероблена: були надбудовані три прямокутних у плані поверху, а вище, за принципом «два восьмерика над четвериком» — ще два поверхи. На двох нижніх поверхах з кам'яними склепіннями розміщувалися винний льох і казенна палата. На третьому поверсі були зроблені виходи на фортечну стіну, а саме верхнє приміщення було призначене для огляду всього міста. Вище було встановлено дерев'яний намет, покритий білим залізом, а вінчав позолочений і місцями посріблений прапор з гербом Новгородської держави, над прапором — корона, а над нею квітка.
Вежу після перебудови називали Каланчею. Сучасна назва вежі була введена П. Л. Гусєвим в 1913 році. На думку сучасних дослідників припущення походження назви від голландського або нижнєнімецького слова коке, що значить дивись (пор. башта Кік-ін-де-Кек в Талліні), історично не виправдано.
У XIX столітті пожежні Софійської частини у нижній частині вежі тримали свиней і зберігали капусту. У 1910 році вежу обмірював Б. К. Реріх.
Під час Великої Вітчизняної війни у вежі був німецький спостережний пункт. До часу звільнення міста в 1944 році верхня частина вежі отримала сильні пошкодження від прямого попадання авіабомби. У 1960-і роки за проектом А. В. Воробйова вежа була відновлена у формі XVII століття.

Нині на вежі працює оглядовий майданчик, вид з неї на Княжу, Спаську і Палацову вежі зображений на 5-ти рублевій Російській банкноті. У 2012 році на оглядовому майданчику встановлено також два телескопа з 60-кратним збільшенням.

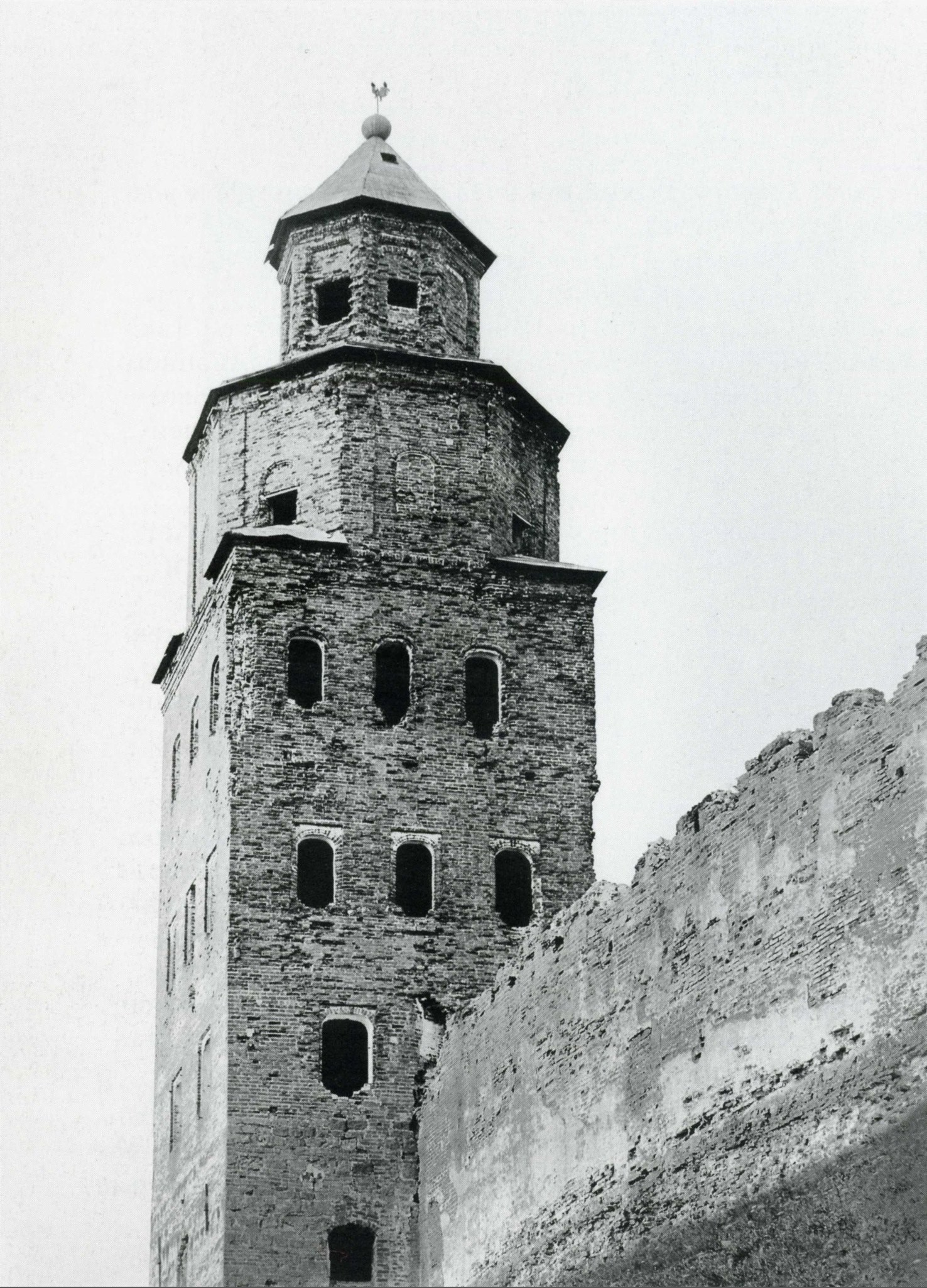
Вежа Кокуй (вид зовні дитинця, 1913 р.)
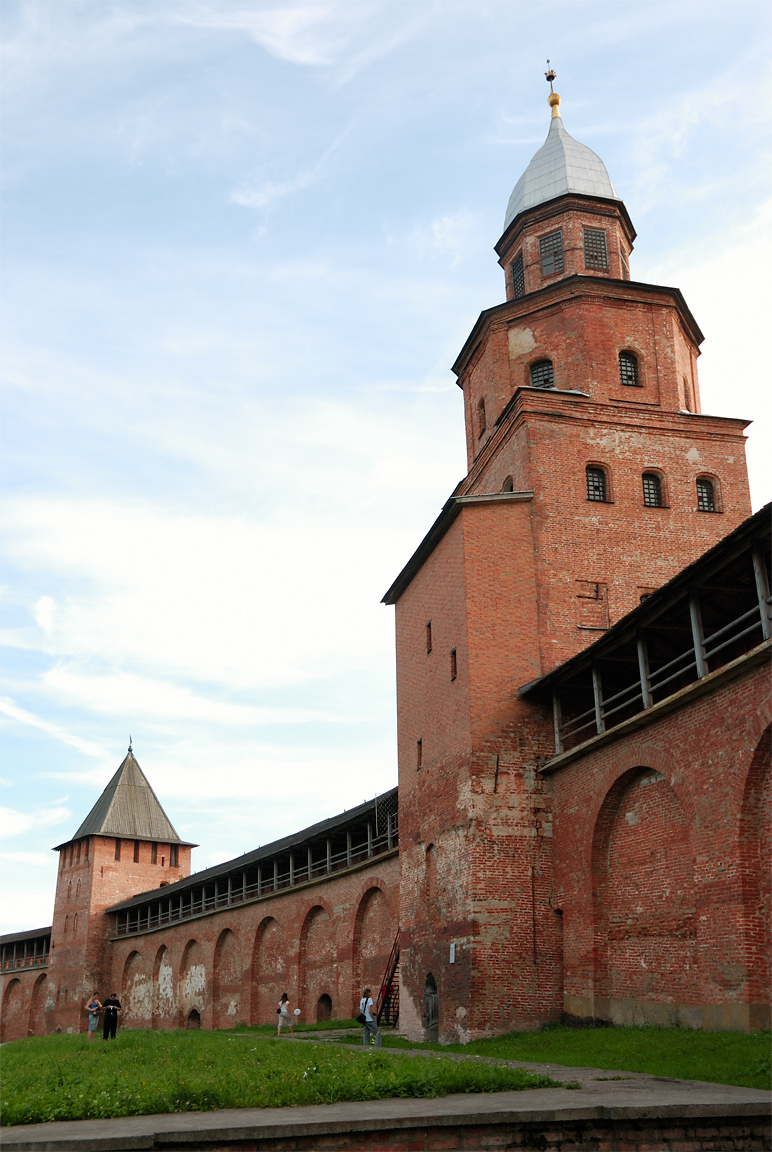
Вежа Кокуй (вид зсередини дитинця, 2007 р.)

## Культурна спадщина
30 серпня 1960 року постановою Ради Міністрів РРФСР № 1327 «О дальнейшем улучшении дела охраны памятников в РСФСР» ансамбль Новгородського кремля прийнятий під охорону як пам'ятка державного значення.
У 1992 році Рішенням ювілейного засідання Комітету Всесвітньої спадщини ЮНЕСКО архітектурний ансамбль Новгородського кремля включений в Список Всесвітньої спадщини.